# 向山テツ

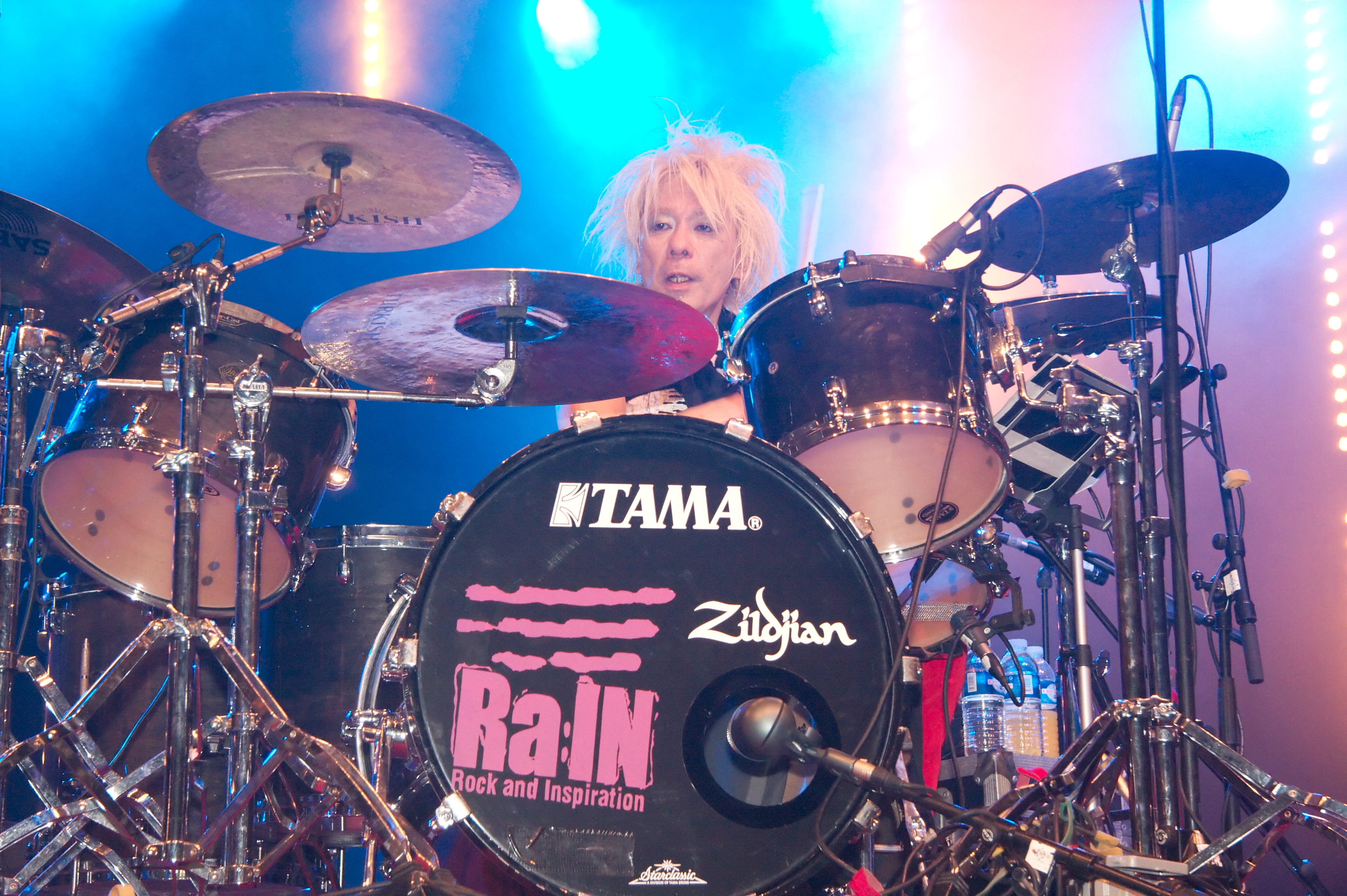
Japan ExpoでのRa:INのライブにて（2009年、フランス）

向山 テツ（むかいやま てつ、1955年1月31日 - ）は、日本のドラマー。長崎県長崎市出身。身長174cm、体重55kg。血液型はA型。

## 略歴
19歳よりプロとして活動を開始。現在までにバズ、オフコース、小柴大造&エレファント、りりィ、渡辺徹、ALPHABETS、小山卓治、村田和人、WATER CLUB BAND、ルック、武田鉄矢、桑名正博、矢沢永吉、江口洋介、山根麻衣、久松史奈、福山雅治、貴水博之、マハリック･ハリーリ、NOKKO、千秋、カジウラチエ、工藤静香、平家みちよ、GAO、国本武春、Spiral Life、藤重政孝、RED WARRIORS、PHYCHODELICIOUS、中島文明、Cocco、KYO、スクーデリアエレクトロ、センチメンタル・バス、al.ni.co、斉藤和義、P.A.F.、FAKE?、浜崎あゆみ、上杉昇、ラクダカルテット、キリト、SMAP、中島美嘉、Zwei、TVCM...etc などの多数のアーティストのドラマーをつとめる。
自身のバンドとして活動していた、しているのは、村田バンド、フォークロックス、BONZ、Ra:IN、mintmints、天月、鈴木トオル ア！クローバー、The VooZe、Dazy's、THLEE OF US、汁Soup、ROCK FOUNTAIN、JAMAN、テツバンド
GOING UNDER GROUNDのドラマー河野丈洋にドラムを教えており、今でも河野の先生だという（河野のブログ『ドーナツ・ライフ』より）。
- ドラムのメーカーはTAMAを使用。シンバルはジルジャンを使用。スティックはTAMAを使用。ドラムヘッドはEVANSを使用。